# Donnersdorf
Donnersdorf – miejscowość i gmina w Niemczech, w kraju związkowym Bawaria, w rejencji Dolna Frankonia, w regionie Main-Rhön, w powiecie Schweinfurt, wchodzi w skład wspólnoty administracyjnej Gerolzhofen. Leży około 15 km na południowy wschód od Schweinfurtu, przy autostradzie A70.

## Dzielnice
W skład gminy wchodzą następujące dzielnice: Donnersdorf, Falkenstein, Kleinrheinfeld, Pusselsheim, Traustadt i Tugendorf.

## Demografia
| Rok  | Liczba mieszk. |
| ---- | -------------- |
| 1970 | 1.638          |
| 1987 | 1.699          |
| 2000 | 1.901          |
| 2005 | 1.933          |

## Oświata
(na 1999)

W gminie znajduje się 100 miejsc przedszkolnych (z 71 dziećmi) oraz szkoła podstawowa (14 nauczycieli, 338  uczniów).